# Ostio follicolare
L'ostio follicolare è l'orifizio da cui esce il pelo ed il sebo sulla pelle.
Appare come una depressione puntiforme, anche senza alcun pelo ed è comunemente chiamata "poro".
Sulla superficie della pelle sono presenti anche altri orifizi da cui esce il sudore, normalmente invisibili, detti "pori sudoripari".